# 야마다 히로토
야마다 히로토(일본어: 山田 寛人, 2000년 3월 7일 ~ )는 일본의 축구 선수이다.

## 구단 경력
그는 2016년부터 J리그의 세레소 오사카, FC 류큐, 베갈타 센다이에서 뛰었다.

## 국가대표팀 경력
그는 2017년 FIFA U-17 월드컵에 참가할 일본 U-17 국가대표팀에 발탁되었으며, 2경기에 출전했다.